# Temporada 1998-99 de los Cleveland Cavaliers
La temporada 1998-99 fue la vigesimoctava de los Cleveland Cavaliers en la NBA. La temporada regular acabó con 22 victorias y 28 derrotas, ocupando el undécimo puesto de la conferencia Este, no logrando clasificarse para los playoffs. Debido a un cierre patronal, la temporada regular comenzó el 5 de febrero de 1999 y se redujo de 82 partidos a 50.

## Elecciones en elDraft
| Ronda | Puesto | Jugador    | Posición | Nacionalidad   | Universidad/Club |
| ----- | ------ | ---------- | -------- | -------------- | ---------------- |
| 2     | 48     | Ryan Stack | Pívot    | Estados Unidos | South Carolina   |

## Temporada regular
| División Central    | División Central | División Central | División Central | División Central | División Central | División Central | División Central | División Central |
| Equipo              | G                | P                | %                | PD               | Casa             | Fuera            | Div              |                  |
| ------------------- | ---------------- | ---------------- | ---------------- | ---------------- | ---------------- | ---------------- | ---------------- | ---------------- |
| y-Indiana Pacers    | 33               | 17               | .660             | -                | 18–7             | 15–10            | 15-7             |                  |
| x-Atlanta Hawks     | 31               | 19               | .620             | 2                | 16-9             | 15–10            | 15–8             |                  |
| x-Detroit Pistons   | 29               | 21               | .580             | 4                | 17–8             | 11–14            | 13–11            |                  |
| x-Milwaukee Bucks   | 28               | 22               | .560             | 5                | 17–8             | 11–14            | 13–11            |                  |
| Charlotte Hornets   | 26               | 24               | .520             | 7                | 16–9             | 10–15            | 12–10            |                  |
| Toronto Raptors     | 23               | 27               | .460             | 10               | 14–11            | 9–16             | 9–14             |                  |
| Cleveland Cavaliers | 22               | 28               | .440             | 11               | 15–10            | 7–18             | 9–13             |                  |
| Chicago Bulls       | 13               | 37               | .260             | 20               | 8–17             | 5–20             | 4–19             |                  |

## Estadísticas

### Temporada regular
| Jugador            | PJ | PT | MPP  | %TC  | %3P  | %TL  | RPP | APP | ROB | TPP | PPP  |
| ------------------ | -- | -- | ---- | ---- | ---- | ---- | --- | --- | --- | --- | ---- |
| Shawn Kemp         | 42 | 42 | 35.1 | 48.2 | 50.0 | 78.9 | 9.2 | 2.4 | 1.1 | 1.1 | 20.5 |
| Zydrunas Ilgauskas | 5  | 5  | 34.2 | 50.9 | 0.0  | 60.0 | 8.8 | 0.8 | 0.8 | 1.4 | 15.2 |
| Wesley Person      | 45 | 42 | 29.8 | 45.3 | 37.5 | 60.4 | 3.2 | 1.8 | 0.8 | 0.4 | 11.2 |
| Derek Anderson     | 38 | 13 | 25.7 | 39.8 | 30.4 | 83.6 | 2.9 | 3.8 | 1.3 | 0.1 | 10.8 |
| Brevin Knight      | 39 | 38 | 30.4 | 42.5 | 0.0  | 74.5 | 3.4 | 7.7 | 1.8 | 0.2 | 9.6  |
| Cedric Henderson   | 50 | 48 | 30.3 | 41.7 | 16.7 | 81.3 | 3.9 | 2.3 | 1.2 | 0.5 | 9.1  |
| Andrew DeClercq    | 33 | 31 | 25.6 | 50.2 | 0.0  | 67.9 | 5.8 | 0.6 | 1.1 | 0.6 | 9.0  |
| Vitaly Potapenko   | 17 | 12 | 27.5 | 43.7 | 0.0  | 67.3 | 5.5 | 0.9 | 0.6 | 0.9 | 8.4  |
| Danny Ferry        | 50 | 10 | 21.2 | 47.6 | 39.2 | 87.9 | 2.0 | 1.1 | 0.5 | 0.2 | 7.0  |
| Johnny Newman      | 50 | 2  | 19.0 | 42.2 | 37.7 | 81.0 | 1.5 | 0.8 | 0.6 | 0.2 | 6.1  |
| Mitchell Butler    | 31 | 1  | 13.5 | 48.2 | 37.9 | 71.9 | 1.4 | 0.7 | 0.5 | 0.1 | 5.4  |
| Bob Sura           | 50 | 6  | 16.8 | 33.3 | 20.0 | 63.1 | 2.0 | 3.0 | 0.9 | 0.3 | 4.3  |
| Corie Blount       | 20 | 0  | 18.4 | 34.3 | 0.0  | 52.4 | 5.3 | 0.5 | 0.9 | 0.6 | 3.4  |
| Ryan Stack         | 18 | 0  | 11.1 | 37.8 | 0.0  | 95.0 | 1.9 | 0.3 | 0.1 | 0.6 | 2.6  |
| Earl Boykins       | 17 | 0  | 10.0 | 34.5 | 15.4 | 66.7 | 0.8 | 1.6 | 0.3 | 0.0 | 2.6  |
| Antonio Lang       | 10 | 0  | 6.5  | 66.7 | 0.0  | 55.6 | 1.6 | 0.1 | 0.2 | 0.1 | 1.3  |
| Litterial Green    | 1  | 0  | 2.0  | 0.0  | 0.0  | 0.0  | 0.0 | 0.0 | 0.0 | 0.0 | 0.0  |